# Kasztelania sanocka
Kasztelania sanocka – kasztelania mieszcząca się niegdyś w województwie ruskim, z siedzibą (kasztelem) w Sanoku.

## Kasztelanowie sanoccy
- Stanisław z Mokrska, h. Jelita, kasztelan sanocki 1316 lub Stanisław Jelitko z Mokrska
- Jakub Szumka Stadnicki h. Drużyna – kasztelan sanocki, (zginął pod Płowcami jako kasztelan żarnowski w 1331),
- Krystyn z Kozichgłów, h. Lis, kasztelan sądecki,  sanocki (?) 1410,
- Piotr Smolicki, ze Smolic h. Kotwicz, kasztelan po 1436, do 1438 lub 1442,
- Dymitr z Sienna (zm. 1465),
- Jerzy Gizicki, h. Gozdawa przed 1460,
- Jan Smolnicki, ze Smolic, h. Kotwicz, kasztelan,  1463,
- Jerzy Humnicki, kasztelan do 1473,
- Henryk Andreas Kamieniecki, kasztelan 1474 – 1488, właściciel Odrzykonia, kasztelan 1480,
- Stanisław Kmita Sobieński, kasztelan do 1489,
- Mikołaj Strzeszewski, kasztelan do 1494,
- Mikołaj Kamieniecki, kasztelan od 1494–1514, wojewoda i starosta krakowski, kasztelan sandomierski, hetman w. kor.,
- Maciej Bal (zm. 1511), kasztelan do 1506, właściciel Nowotańca,
- Stanisław Pilecki Otta z Pilczy, kasztelan 1518–1522 podkomorzy przemyski, starosta san.,
- Mikołaj Wolski, (1523–1528), kasztelan sandomierski, ochmistrz królowej Bony, starosta san.,
- Klemens Kamieniecki, właściciel Odrzykonia, kasztelan, do 1530,
- Stanisław Stadnicki, kasztelan, do 1535,
- Andrzej Stadnicki, kasztelan 1537, ze Żmigrodu,
- Zbigniew Sienieński, kasztelan, ok. 1547–1562 właściciel Rymanowa,
- Felicjan Ożarowski (1551-1561)
- Matjasz III Bal, kasztelan do 1575, właściciel Hoczwi
- Jan Herburt, właściciel Felsztyna, kasztelan, do 1576
- Andrzej Zborowski, kasztelan (1580)
- Jan Fredro, Joannin Fredro de Pleschowiczi, kasztelan 1580 – 1582
- Baltazar Stanisławski h. Pilawa 1587,
- Jan Drohojowski, kasztelan 1588–1591,
- Jerzy Dedyński h. Gozdawa, kasztelan,
- Marcin Stadnicki na Niedźwiedziu, kasztelan, 1620
- Andrzej Boguski, 1632 – 1648,
- Aleksander Stanisław Bełżecki, kasztelan 1658,
- Stanisław Widlica Domaszewski, kasztelan, 1660,
- Zygmunt Fredro, kasztelan, 1661,
- Laskowski h. Drużyna, kasztelan, 1673,
- Mariusz Stanisław Jaskólski, kasztelan, 1673–1674,
- Rafał Kazimierz Makowiecki, kasztelan, 1676–1678,
- Maciej Stanisław Ustrzycki, kasztelan, 1683,
- Franciszek Szembek, kasztelen 1685–1688,
- Kazimierz Widlica Domaszewski, kasztelan, 1690,
- Ożarowski herbu Rawicz
- Jan Firlej (kasztelan sanocki), 1696–1701,
- Aleksander Bronisław Ożarowski (1701-1710)
- Adam Władysław Jaruntowski, kasztelan 1712,
- Klemens Ignacy Ustrzycki, kasztelan, ok. 1720,
- Józef Grabiński, kasztelan, do 1733,
- Zygmunt Jaruntowski, kasztelan, 1734,
- Jerzy Bukowski (kasztelan), kasztelan, 1752 do ok. 1757,
- Antoni Bukowski (kasztelan), 1761,
- Bogusław Biberstein Błoński, kasztelan, 1761–1764, cześnik kamieniecki, podstoli sanocki, kasztelan sanocki, marszałek sądów kapturowych sanockich,
- Józef Malicki, kasztelan, 1767,
- Wojciech Morski, kasztelan, 1779–1787,
- Wojciech Ścibor Marchocki, podczaszy trembowelcki, kasztelan, w 1787,
- Franciszek Markowski,  kasztelan 1788.